# Pulau Kambing (ö i Indonesien, lat -8,35, long 122,35)
Pulau Kambing är en ö i Indonesien. Den ligger i den centrala delen av landet, 1 700 km öster om huvudstaden Jakarta.